# Carabus intricatus
Espèce
Statut de conservation UICN

 NT  : Quasi menacé

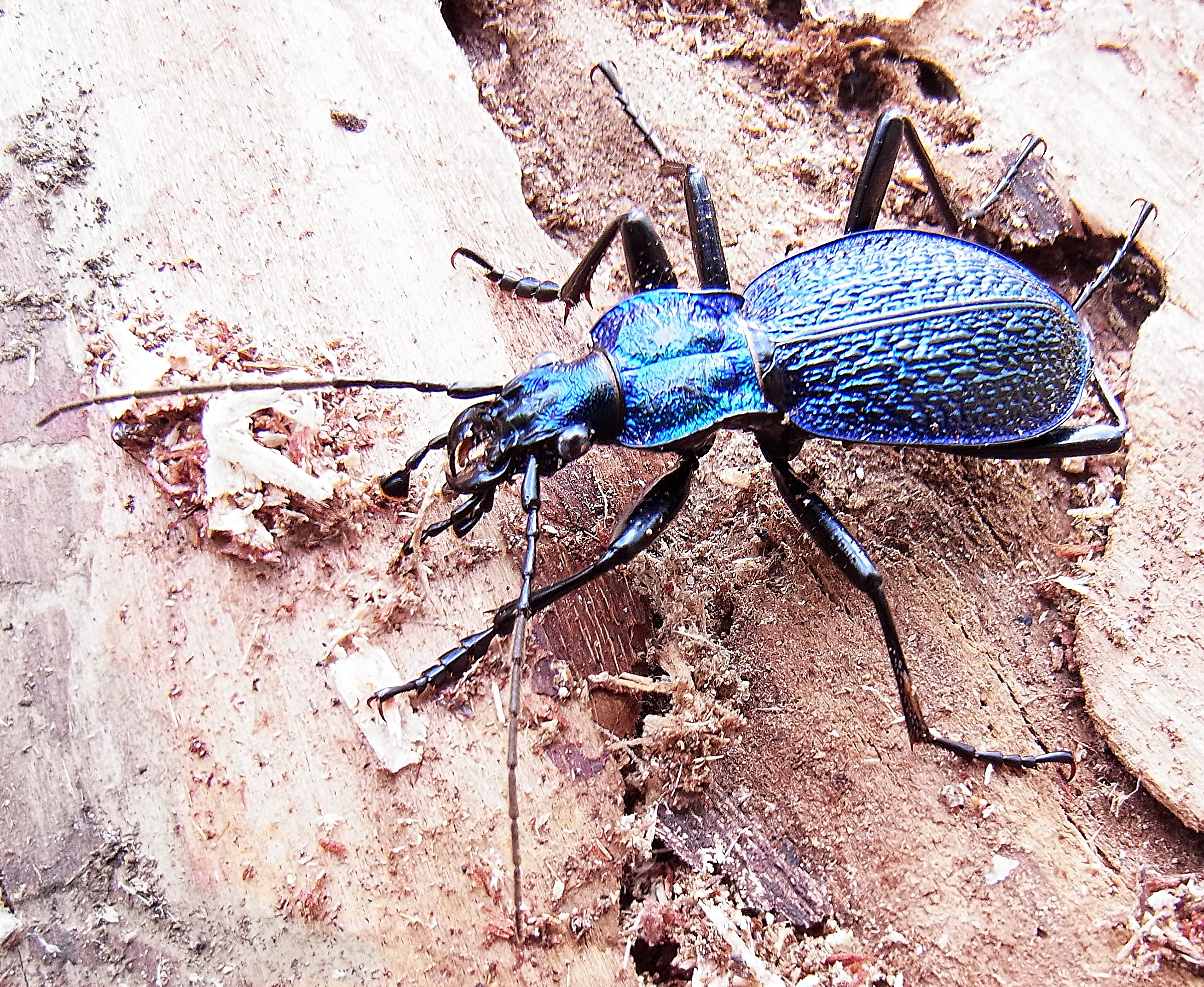
Carabus intricatus sous un tronc de pin mort.

Carabus intricatus, le carabe embrouillé, est une espèce d'insectes coléoptères qui fait partie des plus gros carabes (genre Carabus).

## Description
Ce coléoptère bleu foncé atteint une longueur de corps de 24 à 36 millimètres, ce qui en fait l'une des plus grandes espèces de coléoptères d'Europe. À la différence de la plupart d'entre eux, dont les élytres sont plutôt bombés et aux contours ovales, les siens sont presque plats, sensiblement élargis à la partie postérieure et brusquement terminés en pointe. Observés à la loupe, ils rappellent un paysage sous-montagneux fortement dénivelé.

## Écologie
Le carabe embrouillé se tient dans la forêt. On le trouve dans les feuilles mortes, sous des branches et troncs tombés ou dans la mousse ; souvent aussi il grimpe sur les arbres à plusieurs mètres de hauteur, où il se dissimule sous l'écorce. Il est très carnassier et bien qu'il ne sache pas voler, il est équipé de longues pattes qui en font un prédateur suffisamment agile pour capturer ses proies. Il chasse des limaces, des petits escargots, des chenilles, des larves d'insectes et des vers de terre. Cependant il dédaigne les cadavres, qu'il évite. Il complète parfois son menu protéique avec des substances sucrées : il recherche volontiers les arbres écorchés pour y sucer la sève ou le jus des fruits. Il approvisionne probablement ainsi son corps en produits liquides. Ce coléoptère hiberne dans les vieilles souches.
Une autre espèce voisine très répandue est le Carabe des bois (Carabus nemoralis) qui vit à la lisière des bois et dans les jardins.